# Giải vô địch bóng đá nữ Đông Nam Á 2013
Giải vô địch bóng đá nữ Đông Nam Á 2013 (AFF Women's Championship 2013) tổ chức tại Yangon, Myanmar từ ngày 9 tháng 9 đến ngày 23 tháng 9 năm 2013.
U-23 Nhật Bản và Jordan là các đội khách mời của giải. Nhật Bản giành chức vô địch đầu tiên sau khi vượt qua U-20 Úc với tỉ số 5-3 ở loạt đá luân lưu 11m sau 120 phút thi đấu chung kết với tỉ số 1-1.
Giờ thi đấu tính theo giờ địa phương (UTC+6:30)

## Vòng bảng

### Bảng A
| Đội      | Tr | T | H | B | BT | BB | HS  | Đ  |
| -------- | -- | - | - | - | -- | -- | --- | -- |
| U-20 Úc  | 4  | 3 | 1 | 0 | 9  | 3  | +6  | 10 |
| Việt Nam | 4  | 2 | 2 | 0 | 5  | 0  | +5  | 8  |
| Thái Lan | 4  | 2 | 1 | 1 | 12 | 3  | +9  | 7  |
| Jordan   | 4  | 1 | 0 | 3 | 2  | 13 | −11 | 3  |
| Malaysia | 4  | 0 | 0 | 4 | 0  | 9  | −9  | 0  |

| Thái Lan | 0–0      | Việt Nam |
| -------- | -------- | -------- |
|          | Chi tiết |          |

| Jordan       | 1–0      | Malaysia |
| ------------ | -------- | -------- |
| Al-Naber 83' | Chi tiết |          |

| Malaysia | 0–1      | U-20 Úc       |
| -------- | -------- | ------------- |
|          | Chi tiết | Whitfield 75' |

| Jordan | 0–4      | Thái Lan                          |
| ------ | -------- | --------------------------------- |
|        | Chi tiết | Nisa 12', 74', 75' · Rattikan 59' |

| U-20 Úc                                       | 5–1      | Jordan      |
| --------------------------------------------- | -------- | ----------- |
| Raso 5', 65' · Andrews 10', 20' · Logarzo 78' | Chi tiết | Jebreen 21' |

| Việt Nam   | 1–0      | Malaysia |
| ---------- | -------- | -------- |
| Thương 33' | Chi tiết |          |

| Jordan | 0–4      | Việt Nam                               |
| ------ | -------- | -------------------------------------- |
|        | Chi tiết | Thương 19' · Hương 30', 72' · Muôn 84' |

| Thái Lan                      | 2–3      | U-20 Úc                      |
| ----------------------------- | -------- | ---------------------------- |
| Wilaiporn 43' · Taneekarn 48' | Chi tiết | Raso 27', 61' · Harrison 41' |

| Malaysia | 0–6 | Thái Lan                                                       |
| -------- | --- | -------------------------------------------------------------- |
|          |     | Wilaiporn 28' · Nisa 36', 71', 74' · Taneekarn 57' · Alisa 84' |

| Việt Nam | 0–0 | U-20 Úc |
| -------- | --- | ------- |
|          |     |         |

### Bảng B
| Đội           | Tr | T | H | B | BT | BB | HS  | Đ  |
| ------------- | -- | - | - | - | -- | -- | --- | -- |
| U-23 Nhật Bản | 4  | 4 | 0 | 0 | 19 | 2  | +17 | 12 |
| Myanmar       | 4  | 3 | 0 | 1 | 14 | 4  | +10 | 9  |
| Philippines   | 4  | 2 | 0 | 2 | 15 | 11 | +4  | 6  |
| Lào           | 4  | 1 | 0 | 3 | 5  | 17 | −12 | 3  |
| Indonesia     | 4  | 0 | 0 | 4 | 1  | 20 | −19 | 0  |

| Lào | 0–5      | Myanmar                                                                        |
| --- | -------- | ------------------------------------------------------------------------------ |
|     | Chi tiết | San San Maw 32' · Khin Marlar Tun 53' · Yee Yee Oo 77' · Khin Moe Wai 79', 82' |

| Indonesia | 0–6      | Philippines                                              |
| --------- | -------- | -------------------------------------------------------- |
|           | Chi tiết | Houplin 7', 47', 73' · Wilson 51' · Cooke 79' · Park 85' |

| Philippines  | 1–4      | U-23 Nhật Bản                                         |
| ------------ | -------- | ----------------------------------------------------- |
| Impelido 85' | Chi tiết | Tanaka 4' · Takahashi 20' · Hashiura 45+1' · Imai 79' |

| Indonesia      | 1–2      | Lào                 |
| -------------- | -------- | ------------------- |
| Tugiyati 45+2' | Chi tiết | Phonharath 54', 77' |

| U-23 Nhật Bản                                                                          | 8–0      | Indonesia |
| -------------------------------------------------------------------------------------- | -------- | --------- |
| Ozeki 18' · Takahashi 26', 38' · Mitsuhashi 45', 46', 68' · Komatsu 53' · Horiuchi 88' | Chi tiết |           |

| Myanmar                                                      | 5–1      | Philippines |
| ------------------------------------------------------------ | -------- | ----------- |
| Moe Moe War 2' · Khin Moe Wai 21', 37', 86' · Yee Yee Oo 53' | Chi tiết | Houplin 75' |

| Indonesia | 0–4      | Myanmar                                                                  |
| --------- | -------- | ------------------------------------------------------------------------ |
|           | Chi tiết | Khin Than Wai 16' · San San Maw 20' · Margret Marri 23' · Yee Yee Oo 71' |

| Lào          | 1–4      | U-23 Nhật Bản                                  |
| ------------ | -------- | ---------------------------------------------- |
| Phayvanh 22' | Chi tiết | Hashiura 66' · Takahashi 69', 84' · Imai 90+1' |

| Philippines                                                      | 7–2      | Lào                                           |
| ---------------------------------------------------------------- | -------- | --------------------------------------------- |
| Houplin 1', 3', 7', 31' · Alquiros 59' · Baysa 69' · Soriano 80' | Chi tiết | Phonharath 76' (ph.đ.) · Sengmany 90' (ph.đ.) |

| Myanmar | 0–3      | U-23 Nhật Bản                     |
| ------- | -------- | --------------------------------- |
|         | Chi tiết | Hashiura 55', 85' · Takahashi 86' |

## Vòng đấu loại trực tiếp

### Bán kết
| U-20 Úc                     | 2–1      | Myanmar         |
| --------------------------- | -------- | --------------- |
| Tobin 15' · Yeoman-Dale 77' | Chi tiết | Khin Moe Wai 1' |

| U-23 Nhật Bản              | 2–1 (s.h.p.) | Việt Nam        |
| -------------------------- | ------------ | --------------- |
| Sunaga 89' · Takahashi 94' | Chi tiết     | Minh Nguyệt 36' |

### Tranh hạng ba
| Myanmar         | 1–3 | Việt Nam                                     |
| --------------- | --- | -------------------------------------------- |
| San San Maw 24' |     | Ngọc Anh 2' · Kim Hồng 14' · Minh Nguyệt 66' |

### Chung kết
| U-20 Úc                                  | 1–1 (s.h.p.) | U-23 Nhật Bản                                 |
| ---------------------------------------- | ------------ | --------------------------------------------- |
| Tobin 21'                                |              | Saga 48'                                      |
| Loạt sút luân lưu                        |              |                                               |
| Yeoman-Dale · Caroll · Caceres · Wheeler | 3–5          | Takahashi · Saga · Tanaka · Mitsuhashi · Imai |

## Vô địch
| Vô địch Giải vô địch bóng đá nữ Đông Nam Á 2015 |
| ----------------------------------------------- |
| U-23 Nhật Bản Lần thứ nhất                      |

## Danh sách cầu thủ ghi bàn
8 bàn
- Joana Houplin

7 bàn
- Takahashi Miyuki

6 bàn
| - Nisa Romyen | - Khin Moe Wai |  |

4 bàn
| - Hayley Raso | - Imai Haruka |  |

3 bàn
| - Matsuhashi Asuka - Souchitta Phonharath | - San San Maw - Yee Yee Oo |  |

2 bàn
| - Tara Andrews - Natalie Tobin - HashiuraSatsuki | - Taneekarn Dangda - Wilaiporn Boothduang - Lê Thị Thương | - Lê Thu Thanh Hương - Nguyễn Thị Minh Nguyệt |

1 bàn
| - Amy Harrison - Chloe Logarzo - Brittany Whitfield - Georgia Yeoman - Tugiyati Cindy - Horiuchi Sayaka - Komatsu Mina - Ozeki Miyu - Sunaga Manami - Tanaka Mariko | - Shahnaz Jebreen - Stephanie Al-Naber - Phonethip Sengmany - Suphavanh Phayvanh - Khin Marlar Tun - Khin Than Wai - Margret Marri - Moe Moe War - Natasha Alquiros - Chalise Baysa | - Heather Cooke - Patrice Impelido - Marisa Park - Sunshine Soriano - Camille Wilson - Alisa Rukpinij - Rattikan Thongsombut - Nguyễn Thị Muôn - Nguyễn Thị Ngọc Anh - Trần Thị Kim Hồng |